# Andrea Fumagalli
Andrea Fumagalli ( Milán, 1959) es un economista italiano, profesor de Economía Política en la Universidad de Pavía y autor de libros como Bioeconomía y capitalismo cognitivo (2007).

## Conceptos clave de sus elaboraciones
Fumagalli habla de la nueva sociedad del capitalismo cognitivo y estos serían cuatro de sus conceptos clave:
- Control: “En el fordismo, la disciplina de la fábrica era la disciplina del sometimiento del cuerpo físico, ahora el control de la fuerza de trabajo pasa por el control de la actividad cognitiva”.

- Propiedad intelectual: “Cuanto mayor es el intercambio de conocimiento más conocimiento se genera. Por eso se ha creado el derecho de propiedad intelectual: para introducir artificialmente un principio de escasez del conocimiento”.

- Renta básica: “La idea de la renta básica amenaza el control del sistema capitalista sobre el proceso formativo, la posibilidad de control social, y puede hacer crecer ideas subversivas más allá del reformismo”.

- Bioeconomía: “Es un paradigma económico que tiene como objeto de intercambio, acumulación y valorización, las facultades vitales de los seres humanos, en primer lugar el lenguaje y la capacidad de generar conocimiento”.